# Kippbrücke (Ladefläche)

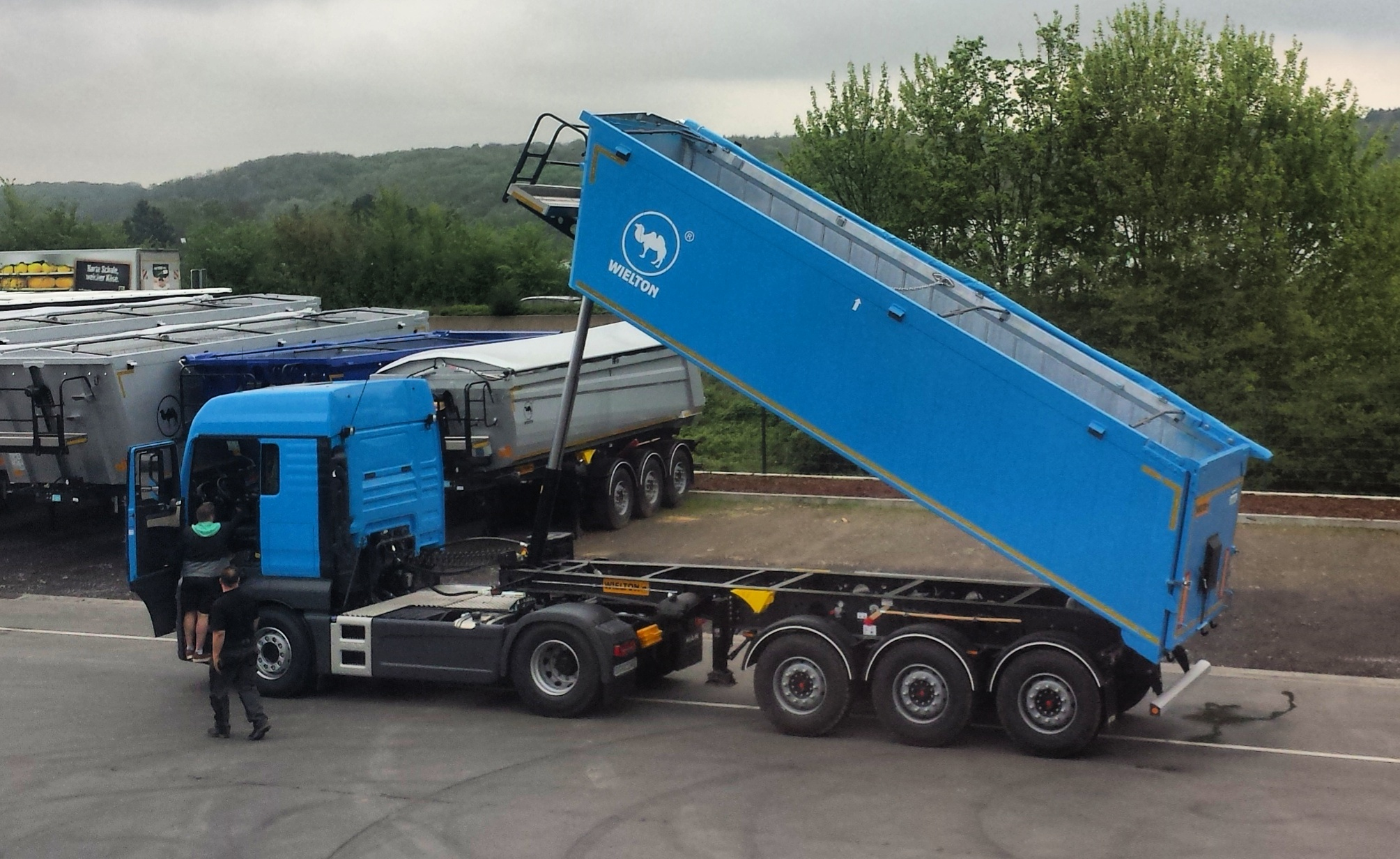
Typischer Sattelzug-Einseitenkipper während des Kippvorganges, aktuelle Bauart

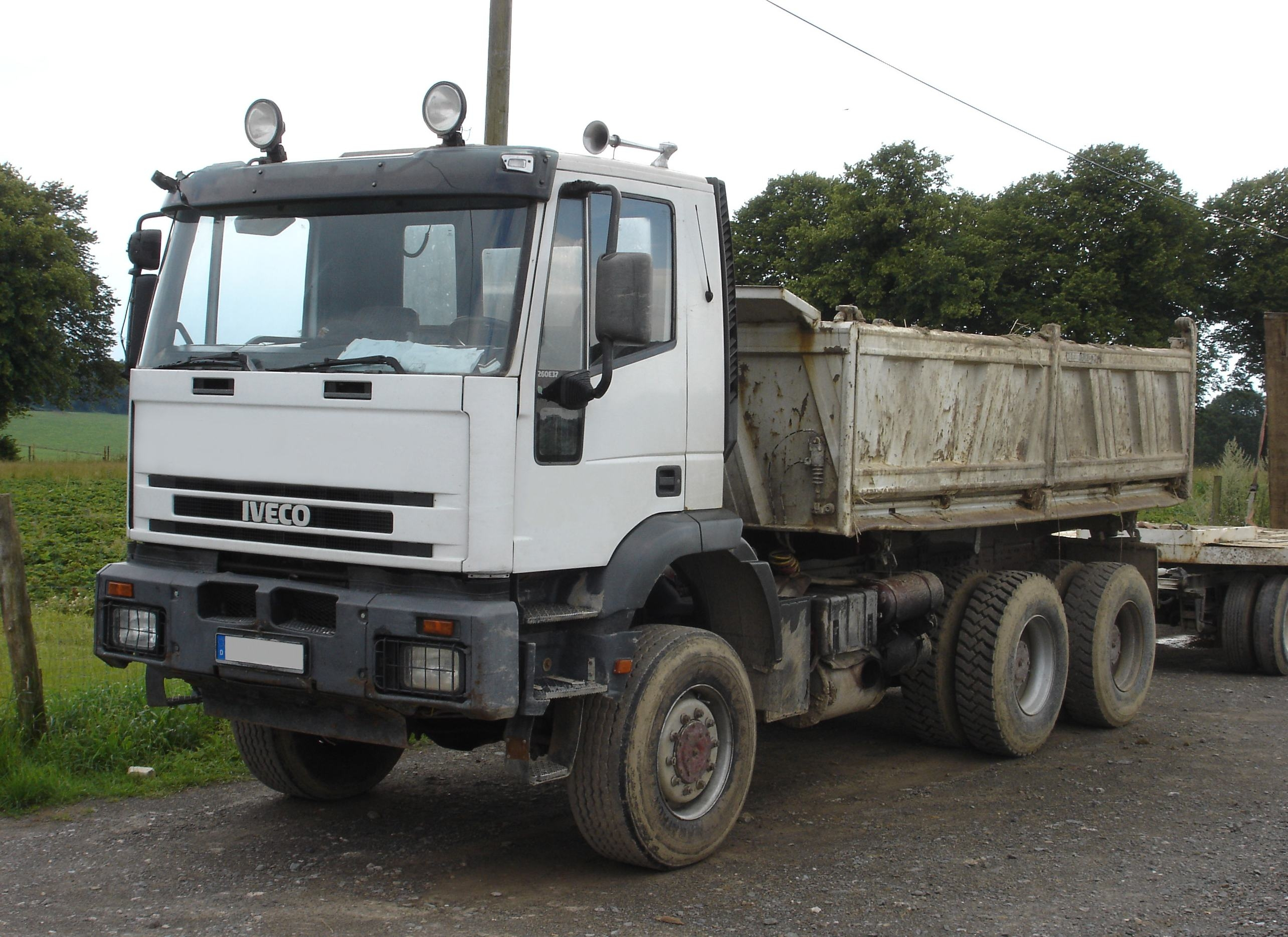
Iveco Baustellenkipper, ältere Bauart

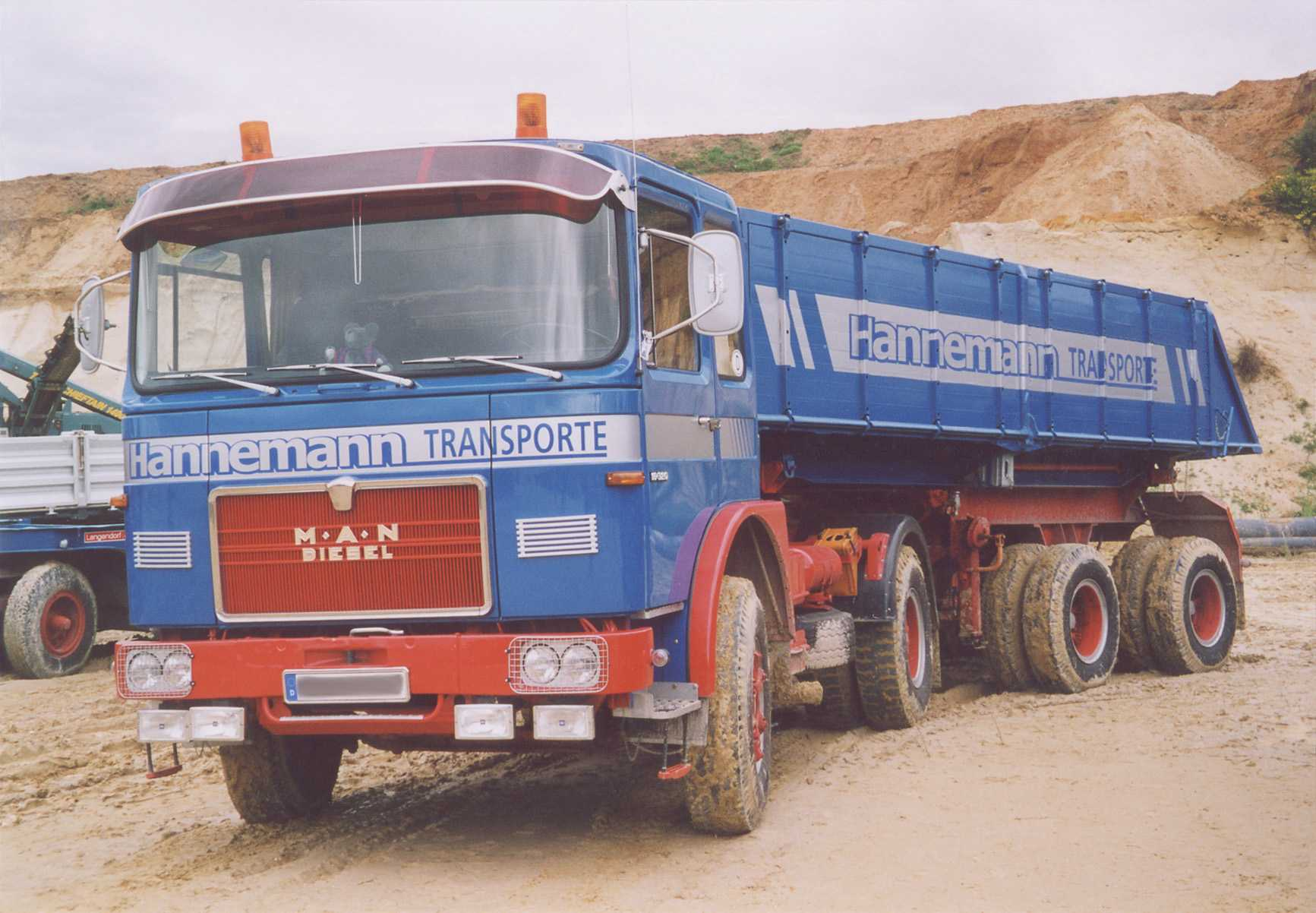
Schwerer MAN Kippsattelzug, Bauart Ende der 1960er-Jahre

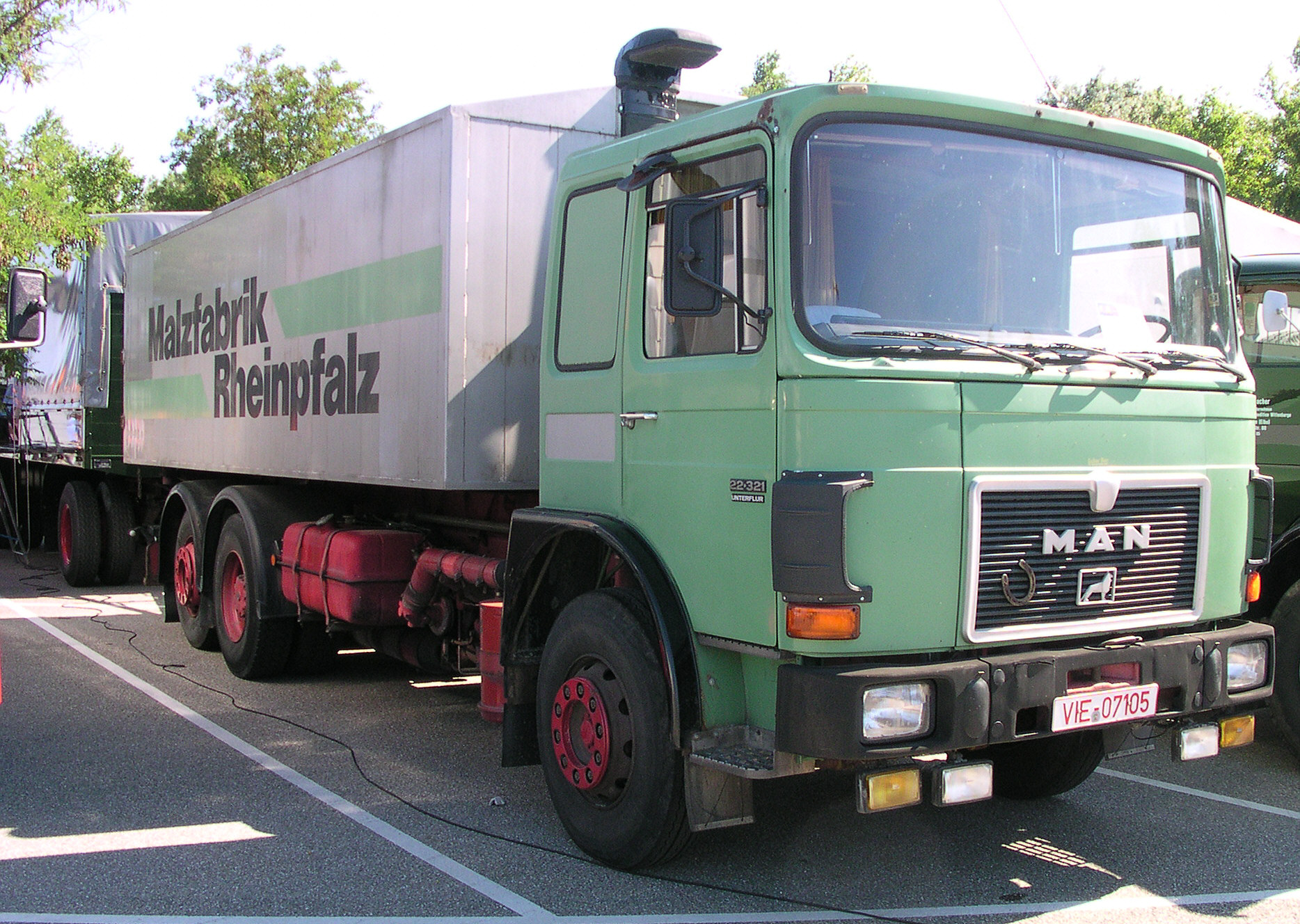
Schwerer MAN Getreidekipper, Bauart 1970er-Jahre

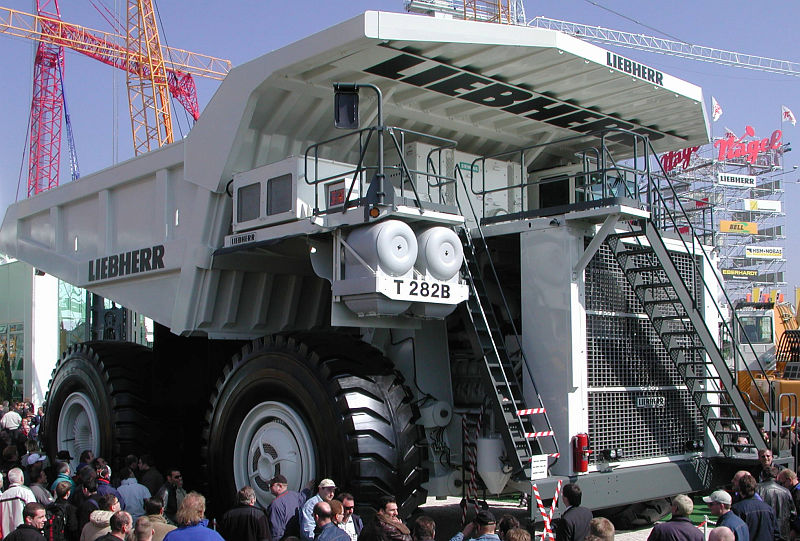
Muldenkipper mit Übergröße (Liebherr T282 B)

Eine Kippbrücke ist eine spezielle Form eines Aufbaus von Nutzfahrzeugen bzw. Lastkraftwagen. Fahrzeuge mit Kippbrücken werden allgemein als Kipperfahrzeuge bzw. Muldenkipper bezeichnet. Bauartbedingt sind diese zum Transport schüttfähiger und/oder rieselfähiger Güter wie z. B. Erde oder Sand prädestiniert.

## Bauformen
Die Kippbrücke ist eine über einen Kippmechanismus mit dem Fahrgestell des Trägerfahrzeuges verbundene Ladefläche, die schräg gestellt werden kann und eine Entladung durch absichtliches Herunterrutschen des Ladegutes von der Ladefläche bewirkt. Die Ladefläche der Kippbrücke ist dabei meistens eben ausgeführt (Ausnahme: einige Hinterkipper, s. u.) und hat nach vorne zum Fahrerhaus hin eine feste Bordwand.

### Einseitenkipper
Bei Einseitenkippern kann die Ladung ausschließlich in die konstruktionsbedingt vorgesehene Richtung abgekippt werden. Der Kippmechanismus ist dann nur in diese Richtung zu betätigen und die Seitenwände der anderen Seiten sind fest installiert. Meist handelt es sich dabei um Hinterkipper, bei denen ausschließlich entgegen der Fahrtrichtung abgekippt werden kann. Hier gibt es auch innen seitlich abgerundete Ladeflächen, die ein Hängenbleiben von Restladung beim Auskippen verhindern sollen. Dies ist heute teilweise bei Solofahrzeugen, vor allem aber bei Kipp-Sattelzügen und Muldenkippern zu finden. Die Kippmechanismen können beim Hinterkipper zwischen Fahrerhaus und Kippaufbau installiert sein, bei den anderen Bauformen sind sie konstruktionsbedingt in jedem Fall unter der Ladefläche angeordnet.

### Zweiseitenkipper
Bei Zweiseitenkippern kann nach rechts und links gekippt werden. Der Kippmechanismus ist für diese beiden Kipprichtungen vorgesehen, die Rückwand in diesem Fall meist fest (diese Bauart ist heute eher ungebräuchlich).

### Dreiseitenkipper

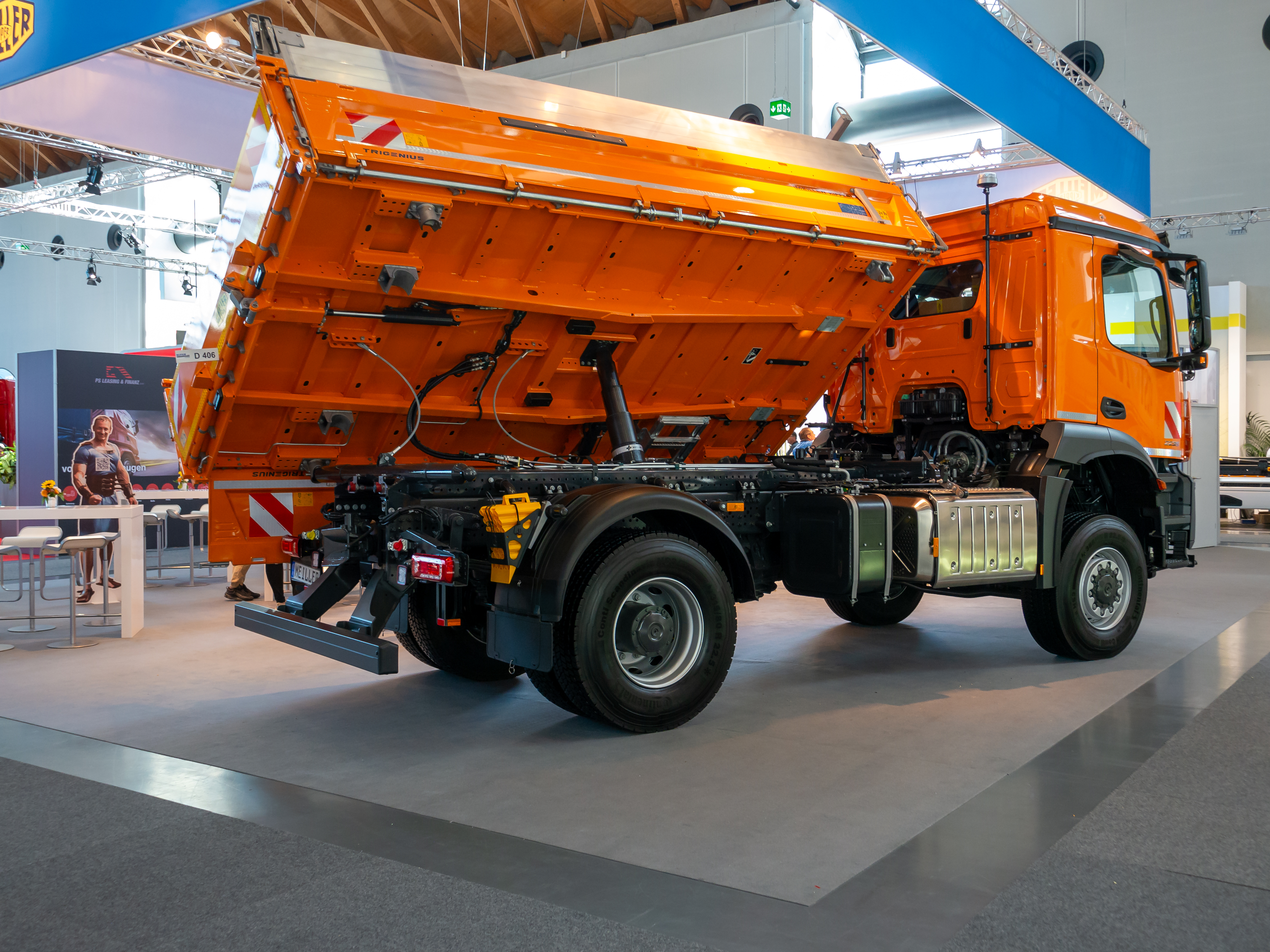
Moderner Dreiseitenkipper von Meiller

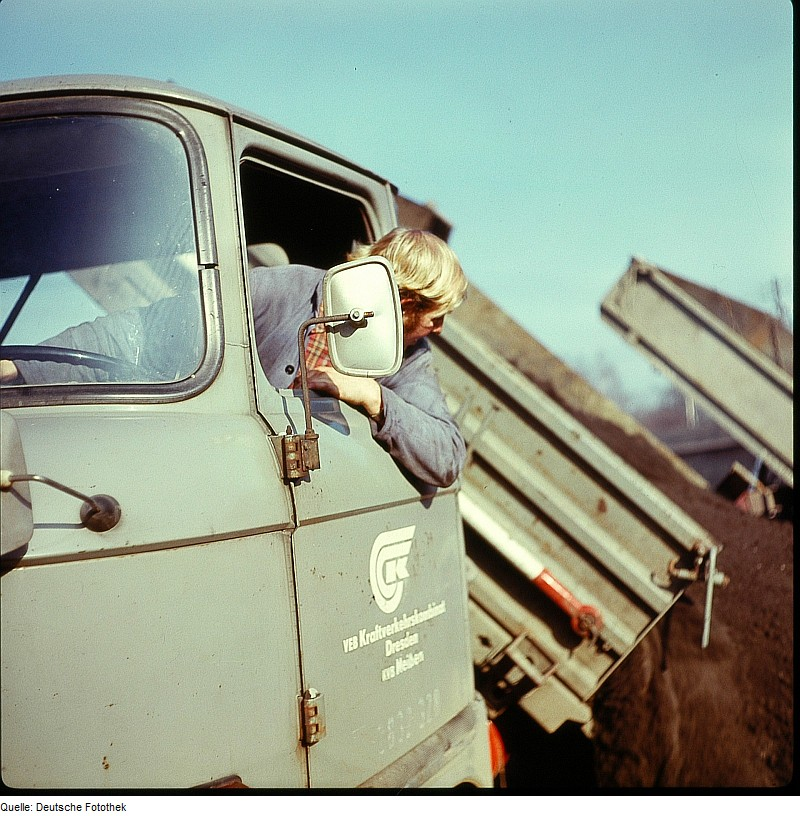
IFA W50 Dreiseitenkipper

Bei Dreiseitenkippern sind außer der Vorderwand alle Bordwände beweglich und der Kippmechanismus kann sowohl nach rechts und links wie auch nach hinten betätigt werden. Ein Nachteil des an sich vielseitigeren Dreiseitenkippers ist, dass bei ihm keine Fronthebe-Kippmechanik möglich ist.

## Verwendung
Kipperfahrzeuge für den öffentlichen Verkehr werden hauptsächlich in der Bauwirtschaft eingesetzt, außerdem häufig im öffentlichen Bereich wie z. B. von Straßenmeistereien oder Grünflächenämtern. Im Bereich der Landwirtschaft kommen als Sonderform häufig Getreidekipper zum Einsatz, meist mit geschlossenem Aufbau oder Planen zum Schutz der Ladung vor Witterungseinflüssen.
Die Bandbreite der Trägerfahrzeuge beginnt bei Kleintransportern und reicht bis zu übergroßen Muldenkippern, die in vielen Ländern in großen Tagebauen eingesetzt werden und Gewichte im Bereich mehrerer hundert Tonnen erreichen können. Letztere sind aufgrund ihrer Größe für den Einsatz auf öffentlichen Straßen nicht geeignet. Im Straßenverkehr werden Kippbrücken auf allen üblichen Lkw-Fahrgestellen verwendet. Für schwere Lasten sind es häufig Sattelschlepper mit Aufliegern und darauf aufgebauten Kippbrücken. In der Landwirtschaft verbreitet sind Traktor-Anhänger mit Kippbrücke („Gummiwagen“), die beispielsweise in der Erntezeit das Erntegut von den Erntemaschinen aufnehmen (z. B. Getreidekörner, Zuckerrüben oder Kartoffeln) und es dann an der vorgesehenen Lager- oder Verarbeitungsstelle abkippen können.

## Geschichte
In den ersten Jahrzehnten des Nutzfahrzeugbaus waren die Kippmechanismen durch Körperkraft, z. B. durch Handkurbeln, zu betätigen. Später kamen luftdruckbetriebene sowie durch Hydraulikflüssigkeit bewegte Kippantriebe hinzu, die heute gängiger Standard sind.
Kippbrücken waren wie die meisten anderen Nutzfahrzeug-Aufbauten zunächst überwiegend aus Holz gefertigt und nur mit Metallbeschlägen versehen. Seit etwa den 1960er-Jahren wurden die Holzaufbauten in zunehmendem Maße durch solche aus Metall ersetzt. Neben den lange Zeit dominierenden Stahlaufbauten sind mittlerweile auch häufig solche aus Leichtmetall wie z. B. Aluminium zu finden.